# Olfactores
Olfactores – klad obejmujący osłonice (Tunicata) i czaszkowce (Craniata). Klad został wyróżniony na podstawie badań molekularnych, jednak dalsze badania nad jego przedstawicielami dostarczyły szereg dowodów na jego istnienie z zakresu anatomii i biologii rozwoju.

## Drzewo filogenetyczne
Drzewo filogenetyczne strunowców przedstawiające pozycję Olfactores.
|            | bezczaszkowce                                           |
|            |                                                         |
| Olfactores | \| \| osłonice \| \| \| \| \| \| czaszkowce \| \| \| \| |
|            | \| \| osłonice \| \| \| \| \| \| czaszkowce \| \| \| \| |
|            | osłonice                                                |
|            |                                                         |
|            | czaszkowce                                              |
|            |                                                         |

|  | osłonice   |
|  |            |
|  | czaszkowce |
|  |            |

## Synapomorfie
Mimo że Olfactores powstał jako takson molekularny, dokładne badania nad przedstawicielami osłonic wykazały, że występuje u nich szereg wspólnych z kręgowcami cech, których brak u lancetników. Do najważniejszych synapomorfii należą:
- podobna budowa narządów węchowych,
- zdolność do wytwarzania βγ-krystaliny (białka związanego u kręgowców z soczewką oka)[2],
- rozdęcie przedniej części cewki nerwowej,
- występowanie grzebienia nerwowego w czasie neurulacji i jego pochodnych, w tym migrujących komórek[3].